# Fritz Thiele
El General Fritz Thiele (14 de abril de 1894 - 4 de septiembre de 1944) fue un miembro de la resistencia alemana que sirvió como jefe de comunicaciones del Ejército alemán durante la II Guerra Mundial.
Thiele nació en Berlín y se unió al Ejército Imperial en 1914. Trabajando estrechamente con el Jefe de comunicaciones del ejército, el General der Nachrichtentruppe Erich Fellgiebel, participó en el intento de asesinato contra Adolf Hitler el 20 de julio de 1944. Él era responsable como parte del intento de golpe de Estado de cortar las comunicaciones entre los oficiales leales a Hitler y las unidades de las fuerzas armadas en el campo y del centro de comunicaciones en la Bendlerstrasse en Berlín; transmitió un mensaje crucial de Fellgiebel al General Friedrich Olbricht y los demás conspiradores de que el intento de asesinato había fracasado pero que el intento de golpe aún debía de proceder. Existen diferentes versiones sobre el momento en que proporcionó este informe.
El propio Thiele no quería proceder con el intento de golpe cuando supo que el intento de asesinato había fracasado y abandonó la Bendlerstrasse y visitó a Walter Schellenberg en la Oficina Central de Seguridad del Reich en un intento de liberarse.
Tras el arresto de Fellgiebel se le ordenó que asumiera sus funciones antes de ser él mismo arrestado por la Gestapo el 11 de agosto de 1944. Fue condenado a muerte el 21 de agosto de 1944 por el Volksgerichtshof y colgado el 4 de septiembre de 1944 en la prisión de Plötzensee en Berlín.